# 施拉迪茨湖

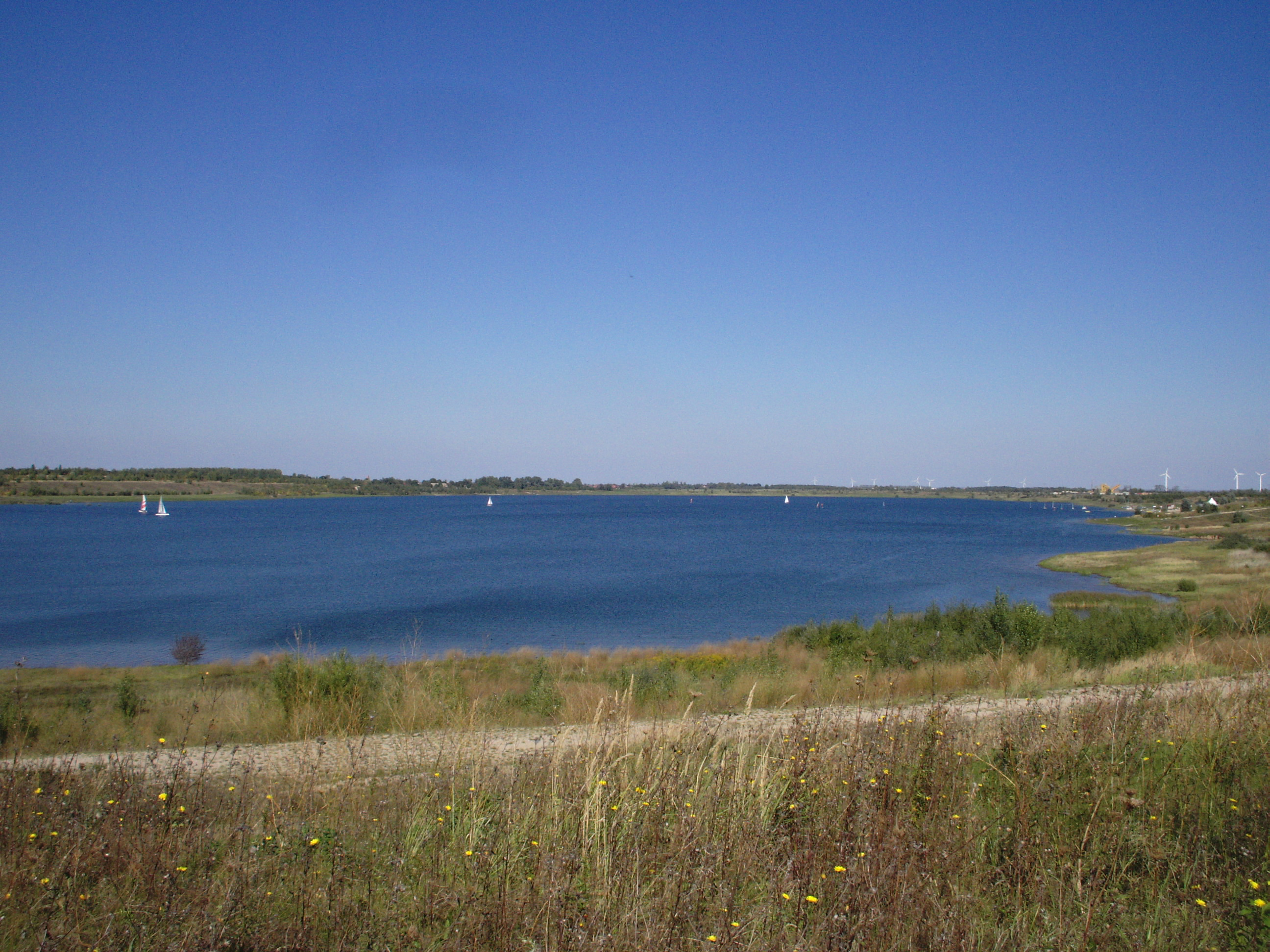

51°26′25″N 12°20′17″E / 51.44028°N 12.33806°E
施拉迪茨湖（德語：Schladitzer See），是德國的湖泊，位於該國東部，由薩克森自由州負責管轄，面積2.2平方公里，海拔高度104米，平均水深12米，最大水深22米，水體容量2,500萬立方米。